# 富松留幹
富松 留幹（とみまつ るみき　1951年9月19日 - ）は、日本の現代彫刻家。奈良県吉野郡吉野町生まれ。
武蔵野美術大学彫刻学科卒。行動美術協会会員。現奈良芸術短期大学クラフトデザイン学科教授。
妻は染色家の富松るみ、息子はデザイナーの富松暖。親族者に洋画家の織田廣喜、フラメンコダンサーのわりさや憂羅がいる。

## 作品
- 月桂・時の門（福岡県碓井町琴平公園）
- HOME（長野県上田市美ヶ原高原美術館）
- PORQUEROLLES#97（大阪府池田市桜通り）

## 受賞歴
- ヘンリームーア大賞展・彫刻の森美術館賞

## 個展
- 1984年：「遊戯－警戒水位－」（コバ ヤシ画廊）
- 1985年：「無目的な知覚作業」（ギャラリーＫ＆Ｍ）
- 1991年：「無目的な知覚作業－ fish suspended in time」（コバヤシ画廊）
- 1999年：「PORQUEROLLES・SAMARA（　）-配られた時間-」（ギャラリーDen）
- 2000年：「PORQUEROLLES・SAMARA（　）-配られた時間-」（ドット・アートコスモギャラリー）

## 合同展
- 1979年：第14回現代日本美術展（東京都美術館・京都市美術館）
- 1985年：第3回現代彫刻展（西田画廊）
- 1987年：第5回ヘンリームーア大賞展優秀作品(マケット)展
- 1997年：大阪府池田市彫刻シンポジウム